# Waynesville (Caroline du Nord)
Pour les articles homonymes, voir Waynesville.
La ville de Waynesville est le siège du comté de Haywood, situé dans l’État de Caroline du Nord, aux États-Unis.
En 1995, Waynesville et la ville voisine de Hazelwood ont fusionné.

## Démographie
| Groupe            | Waynesville | Caroline du Nord | États-Unis |
| ----------------- | ----------- | ---------------- | ---------- |
| Blancs            | 92,4        | 68,5             | 72,4       |
| Autres            | 3,0         | 4,4              | 6,4        |
| Afro-Américains   | 2,4         | 21,5             | 12,6       |
| Métis             | 1,3         | 2,2              | 2,9        |
| Amérindiens       | 0,6         | 1,3              | 0,9        |
| Asiatiques        | 0,4         | 2,2              | 4,8        |
| Total             | 100         | 100              | 100        |
|                   |             |                  |            |
| Latino-Américains | 5,7         | 8,4              | 16,7       |

Selon l'American Community Survey, pour la période 2011-2015, 96,33 % de la population âgée de plus de 5 ans déclare parler anglais à la maison alors que 2,54 % déclare parler l'espagnol, 0,58 % l'allemand et 0,56 % une autre langue.
| 1880 | 1890 | 1900  | 1910  | 1920  | 1930  |
| ---- | ---- | ----- | ----- | ----- | ----- |
| 225  | 455  | 1 307 | 2 008 | 1 942 | 2 414 |

| 1940  | 1950  | 1960  | 1970  | 1980  | 1990  |
| ----- | ----- | ----- | ----- | ----- | ----- |
| 2 940 | 5 295 | 6 159 | 6 488 | 6 765 | 6 758 |

| 2000  | 2010  | - | - | - | - |
| ----- | ----- | - | - | - | - |
| 9 232 | 9 869 | - | - | - | - |

## Source
- (en) Cet article est partiellement ou en totalité issu de l’article de Wikipédia en anglais intitulé « Waynesville, North Carolina » (voir la liste des auteurs).

1. ↑  (en) « Waynesville, LA Population - Census 2010 and 2000 », sur censusviewer.com.
2. ↑  (en) « Population of North Carolina - Census 2010 and 2000 », sur censusviewer.com.
3. ↑  (en) « Language spoken at home by ability to speak English for the population 5 years and over », sur factfinder.census.gov.
4. ↑  (en) « Statistiques des États-Unis - Caroline du nord - Profils des communautés de 2010 » (consulté en avril 2021)